# Imnos eis tin Eleftherian
Imnos eis tin Eleftherian (grč. Ύμνος εις την Ελευθερίαν, Himna slobodi) je grčka i ciparska državna himna.
Dionýsios Solomós je 1823. napisao domoljubnu pjesmu od 158 kitica, a prve dvije kitice su 1865. postale službena grčka himna. Glazba za himnu je skladao iste godine Nikolaos Mantzaros. Napisane su dvije verzije: duga za izvođenje cijele pjesme i kraća samo za prve dvije kitice.
Cipar je himnu prihvatio 1960. Prema ustavu, ova se himna izvodi u prisustvu predsjednika grčkih Cipranina, a turska himna u prisustvu potpredsjednika, turskog Cipranina. Cipar je prestao koristiti tursku državnu himnu za građanskog rata 1963.
Himna slobodi je također bila Grčka kraljevska himna (od 1864.).
Ova se himna izvodi na svakoj ceremoniji zatvaranja Olimpijskih igara u čast Grčkoj kao kolijevci moderne Olimpijade.

## Vanjske poveznice
1. ↑  Presidency of the Republic of Cyprus - The National Anthem. Inačica izvorne stranice arhivirana 21. kolovoza 2011. Pristupljeno 14. veljače 2011.

Imnos eis tin Eleftherian